# سیارک ۲۰۱۳۵
سیارک ۲۰۱۳۵ (به انگلیسی: 20135 Juels، نامگذاری:1996JC) بیست هزار و صد و سی و پنجمین سیارک کشف شده‌است که در ۷ مه ۱۹۹۶ کشف شد.
قدر مطلق سیارک برابر ۱۴٫۵۰ است.